# استیوارت پیرسون
استیوارت پیرسون (به انگلیسی: Stuart Pearson) بازیکن فوتبال زادهٔ ۲۱ ژوئن ۱۹۴۹ اهل انگلستان بود که سابقهٔ بازی در تیم ملی فوتبال انگلستان را در کارنامهٔ خود دارد. وی در تاریخ ۸ مه ۱۹۷۶ نخستین بازی ملی خود را در مقابل تیم ملی فوتبال ولز انجام داد و با حضور در ۱۵ بازی ملی، در تاریخ ۱۶ مه ۱۹۷۸ واپسین بازی ملی‌اش را در برابر تیم ملی فوتبال ایرلند شمالی برگزار کرد.
این بازیکن توانسته در بازی‌های ملی، ۵ گل به ثمر برساند.